# Victor Klemperer
Victor Klemperer (Landsberg an der Warthe, 9 ottobre 1881 – Dresda, 11 febbraio 1960) è stato un filologo e scrittore tedesco.

## Biografia
Ottavo figlio di un rabbino, era cugino di Otto Klemperer, direttore d'orchestra e compositore. Studiò filologia delle lingue romanze e germaniche a Monaco, Ginevra, Parigi e Berlino. Nel 1912 si convertì al protestantesimo. Nel 1912 conseguì il dottorato e nel 1914 l'abilitazione all'insegnamento universitario. Dal 1914 al 1915 fu lettore all'Università di Napoli. Negli anni della prima guerra mondiale prestò servizio dapprima nell'artiglieria sul fronte occidentale, poi, dal 1916, nella censura militare. Nel 1920 divenne professore di filologia romanza all'Università di Dresda.
Nel 1935, a seguito dell'emanazione delle leggi razziali naziste, a causa delle sue origini ebraiche fu privato della cattedra universitaria. Incominciò a scrivere un diario personale in cui annotava tutte le manipolazioni operate sulla lingua tedesca dalla propaganda nazionalsocialista. La lingua del Terzo Reich viene da Klemperer chiamata LTI (Lingua Tertii Imperii) per ironizzare sul frequente uso delle sigle nel linguaggio nazionalsocialista. Nello stesso tempo continuò a redigere la sua Histoire de la littérature française au XVIIIe siècle, iniziata prima dell'avvento del regime nazista e che sarà pubblicata nel 1954.
Costretto nel 1940 a vendere la propria casa di Dresda-Dölzschen, dovette trasferirsi con la moglie Eva in una cosiddetta Judenhaus ("casa degli ebrei") di Dresda, ovvero un edificio i cui appartamenti erano destinati ad essere affittati esclusivamente ad ebrei. Victor Klemperer riuscì ad evitare il campo di concentramento perché la moglie Eva non era ebrea. Dopo il bombardamento di Dresda (13-14 febbraio 1945), i coniugi Klemperer sfollarono per alcuni mesi in diverse località della Sassonia e della Baviera, per poi, infine, rientrare in possesso della loro casa di Dresda a guerra ormai finita nel luglio dello stesso anno.
Dal 1947 al 1960 fu attivo nelle università di Halle, Greifswald e Berlino. Personaggio di spicco del mondo culturale della Repubblica democratica tedesca (DDR), fu deputato al parlamento e membro dell'Accademia delle Scienze di Berlino.
Rimasto vedovo nel 1951, si risposò l'anno successivo con Hadwig Kirchner (1926-2010). Morì a Dresda nel 1960 all'età di 78 anni.

## LTI, la lingua del Terzo Reich
La caratteristica della lingua tedesca di formare parole composte è stata molto sfruttata dal regime nazista per la sua propaganda. Victor Klemperer le ha registrate nel suo diario degli anni del nazismo, diario che gli serviva da spirito critico e sostegno per resistere alle persecuzioni dei nazisti. Ma il diario è anche una delle poche fonti autentiche per lo studio della lingua quotidiana di uso comune durante il nazismo.
La parola Volk, "popolo", era utilizzata dalla propaganda nazista come prefisso per tutta una serie di espressioni che volevano significare la dedizione dei nazisti a servizio del popolo. Così il riutilizzo di simboli runici antichi serviva a dare l'impressione di incarnare la vera Germania antica.
Victor Klemperer registra tutte le possibilità di asservire una lingua, e così anche il pensiero stesso, al fine di manipolare le masse. Come i nazisti hanno copiato dal fascismo italiano le grandi adunate negli stadi, i saluti con la mano tesa, le camicie brune, gli stendardi, il tribuno che arringa la folla, rielaborandoli e ampliandoli.
Klemperer nella sua opera non parla solamente della lingua in sé, ma di tutta una serie di prodotti culturali che la circondano: manifesti, film, cinegiornali, dischi, trasmissioni radiofoniche, l'architettura degli edifici. Il fatto che Klemperer sottolinei l'importanza del valore simbolico di una grande gamma di elementi anche non-linguistici (ricollegabili all'aspetto rituale e estetico dell'ideologia nazista) secondo alcuni studiosi rende l'opera un'analisi paragonabile a una ricerca di semiotica della cultura.

## Opere
- Schwesterchen. Ein Bilderbuch, Berlin 1906.
- Talmud-Sprüche. Eine Kulturskizze, Großenhain 1906.
- Glück. Eine Erzählung, Berlin 1907.
- Adolf Wilbrandt. Eine Studie über seine Werke, Stuttgart/Berlin 1907.
- Prinz Emil von Schönaich-Carolath, Charlottenburg 1908.
- Paul Lindau, Berlin 1909.
- Berliner Gelehrtenköpfe, Potsdam 1910.
- Aus härteren und weichern Tagen. Geschichten und Phantasien, Berlin/Leipzig 1910.
- Deutsche Zeitdichtung von den Freiheitskriegen bis zur Reichgründung, 2 Tle Berlin, Leipzig 1910.
- Die Zeitromane Friedrich Spielhagens und ihre Wurzeln, Weimar 1913.
- Montesquieu (Habilitation, Band I (1914) und Band II (1915))
- Idealistische Neuphilologie, (Festschrift für Karl Vossler zum 6. September 1922, mit Eugen Lerch) Heidelberg 1922.
- Die moderne französische Prosa 1870–1920, Leipzig 1923.
- Romanische Literaturen von der Renaissance bis zur Französischen Revolution (Mit Helmut Hatzfeld und Fritz Neubert – Handbuch der Literaturwissenschaft, hrsg. von Oskar Walzel) Potsdam 1924.
- Jahrbuch für Philologie. (Mit Eugen Lerch), München 1925 e 1927.
- Die moderne französische Literatur und die deutsche Schule. Drei Vorträge, Leipzig 1925.
- Stücke und Studien zur modernen französischen Prosa, Leipzig 1926.
- Romanische Sonderart. Geistesgeschichtliche Studien, München 1926.
- Pierre Corneille. (Epochen der französischen Literatur), München 1933.
- Die französische Literatur von Napoleon bis zur Gegenwart, 4 Bde., Berlin, 1925-31. (Neuausgabe 1956 unter dem Titel Geschichte der französischen Literatur im 19. und 20. Jahrhundert).
- LTI – Notizbuch eines Philologen, Aufbau Verlag, Berlin 1947. (dann Max Niemeyer Verlag Halle 1956, 1966 Reclam Taschenbuch, Reclam-Verlag Leipzig, 1966 auch in Westdeutschland, Hardcoverausgabe, Melzer Verlag, Frankfurt, Titel Die unbewältigte Sprache – Aus dem Notizbuch eines Philologen. LTI. Danach viele weitere Taschenbuchauflagen bei Reclam Leipzig, kommentierte Hardcoverneuausgabe, hrsg. Elke Fröhlich, Reclam, Stuttgart 2010, ISBN 978-3-15-010743-0. Ab 2015 25. Auflage, wieder als Tb, Hrsg. Elke Fröhlich, Reclam Stuttgart, ISBN 978-3-15-020520-4.)
  - LTI. La lingua del Terzo Reich. Taccuino di un filologo, Prefazione di Michele Ranchetti, traduzione di Paola Buscaglione Candela, La Giuntina, Firenze, 1998, ISBN 978-88-805-7072-1.
- Geschichte der französischen Literatur im 18. Jahrhundert, Bd. 1: Berlin, 1954, Bd. 2: Halle 1966.
- Curriculum Vitae (Band I – II). Berlin, 1996

### Pubblicazioni postume
- Geschichte der französischen Literatur im 18. Jahrhundert. Band II: Das Jahrhundert Rousseaus, Halle 1966.
- Curriculum Vitae. Erinnerungen 1881–1918. Rütten & Loening Verlag, (Band I–II), Berlin 1989, ISBN 3-352-00247-9.
- Curriculum Vitae. Erinnerungen 1881–1918. (Band I–II), Berlin 1996, ISBN 3-7466-5500-5.
- Warum soll man nicht auf bessere Zeiten hoffen, Aufbau Verlag, Berlin 2017, ISBN 978-3-351-03661-4

### Diari
- Leben sammeln, nicht fragen wozu und warum. Tagebücher 1919–1932, Berlin 1996, ISBN 3-351-02391-X.
- Man möchte immer weinen und lachen in einem. Revolutionstagebuch 1919, Aufbau Verlag, Berlin 2015, ISBN 978-3-351-03598-3.
  - als Hörbuch gelesen von Burghart Klaußner. Aufbau Audio, Berlin 2015.
- Walter Nowojski, Hadwig Klemperer (a cura di): „Ich will Zeugnis ablegen bis zum letzten.“ Tagebücher 1933–1945. (Band I–VIII), Aufbau, Berlin 1995, ISBN 3-7466-5514-5. 
  -  Testimoniare fino all'ultimo. Diari 1933-1945, a cura di Walter Nowojski, con la collaborazione di Hadwig Klemperer, edizione italiana a cura di Anna Ruchat e Paola Quadrelli, Prefazione di Cesare Segre, Collezione Le Scie, Milano, Mondadori, 2000, ISBN 978-88-044-2293-8.
  - Das Tagebuch 1933–1945. Eine Auswahl für junge Leser. Bearbeitet von Harald Roth. Aufbau-Taschenbuch, Berlin 1997, ISBN 3-74665516-1.
  - Die Tagebücher 1933–1945. Kritische Gesamtausgabe. CD-ROM. Berlin 2007, ISBN 978-3-89853-550-2.
  - „Ich will Zeugnis ablegen bis zum letzten.“ Tagebücher 1933–1945. Eine Auswahl, Berlin, 2007 (= SpiegelEdition. Band 23), ISBN 978-3-87763-023-5.
- Und so ist alles schwankend – Tagebücher Juni–Dezember 1945, Berlin 1996, ISBN 3-7466-5515-3.
  -  E così tutto vacilla. Diario del 1945, traduzione di Anna Ruchat, Milano, Scheiwiller, 2010, ISBN 978-88-764-4611-5.
- So sitze ich denn zwischen allen Stühlen. Tagebücher 1945–1959. (Band I–II), Berlin 1999, ISBN 3-351-02393-6.
- Licht und Schatten: Kinotagebuch 1929–1945, 2020, Aufbau Verlag, ISBN 978-3-351-03832-8.